# Порт-Лавака (Техас)
Порт-Лавака (англ. Port Lavaca) — місто (англ. city) в США, в окрузі Калгун штату Техас. Населення — 11 557 осіб (2020).

## Географія
Порт-Лавака розташований за координатами 28°37′5″ пн. ш. 96°37′42″ зх. д. / 28.61806° пн. ш. 96.62833° зх. д. (28.617967, -96.628288).  За даними Бюро перепису населення США в 2010 році місто мало площу 36,54 км², з яких 26,29 км² — суходіл та 10,25 км² — водойми.

## Демографія
Згідно з переписом 2010 року, у місті мешкало 12 248 осіб у 4224 домогосподарствах у складі 3065 родин. Густота населення становила 335 осіб/км².  Було 4860 помешкань (133/км²).
Расовий склад населення:
| - 76,6 % — білих - 6,1 % — азіатів - 3,8 % — чорних або афроамериканців - 0,5 % — корінних американців - 10,8 % — осіб інших рас |

До двох чи більше рас належало 2,1 %. Частка іспаномовних становила 56,6 % від усіх жителів.
За віковим діапазоном населення розподілялося таким чином: 28,8 % — особи молодші 18 років, 58,3 % — особи у віці 18—64 років, 12,9 % — особи у віці 65 років та старші. Медіана віку мешканця становила 34,2 року. На 100 осіб жіночої статі у місті припадало 99,5 чоловіків;  на 100 жінок у віці від 18 років та старших — 99,1 чоловіків також старших 18 років.
Середній дохід на одне домашнє господарство  становив 60 294 долари США (медіана — 45 560), а середній дохід на одну сім'ю — 67 523 долари (медіана — 56 071). Медіана доходів становила 42 086 доларів для чоловіків та 30 849 доларів для жінок. За межею бідності перебувало 23,2 % осіб, у тому числі 39,9 % дітей у віці до 18 років та 11,7 % осіб у віці 65 років та старших.
Цивільне працевлаштоване населення становило 5639 осіб. Основні галузі зайнятості: виробництво — 28,2 %, освіта, охорона здоров'я та соціальна допомога — 17,9 %, будівництво — 14,5 %.